# Каннский кинофестиваль 1956
9-й Каннский кинофестиваль 1956 года, проходивший с 23 апреля по 10 мая в Каннах, Франция.

## Жюри
- Морис Леман (Франция) (председатель)
- Арлетти
- Луиза де Вильморен
- Жан-Пьер Фрожере (Франция)
- Анри Жансон (Франция)
- Доменико Мекколи (Италия)
- Отто Преминджер (США)
- Джеймс Куинн (Великобритания)
- Роже Режан (Франция)
- Мария Ромеро (Чили)
- Сергей Васильев (СССР)
- Болен Френсис (Бельгия) (короткометражные фильмы)
- Антонин Броусил (Чехословакия) (короткометражные фильмы)
- Анри Фабиани (Франция) (короткометражные фильмы)
- Поль Гримо (Франция) (короткометражные фильмы)
- Жан Педрикс (Франция) (короткометражные фильмы)

## Фильмы в конкурсной программе
- Тайная любовница
- Ханка
- Я буду плакать завтра
- Я живу в страхе
- Влюблённые
- Карусель
- Мария-Антуанетта — королева Франции
- Мать
- Дай руку, жизнь моя
- Отелло
- Песнь дороги
- Педагогическая поэма
- Улыбки летней ночи
- Афера Протар
- Белокурая грешница
- Тень
- Машинист
- Тем тяжелее падение
- Девушка в чёрном
- Человек, который знал слишком много
- Человек, которого никогда не было
- Человек в сером фланелевом костюме
- Тайна Пикассо
- Юность женщины
- Крыша
- Прогулка в рай
- Далибор
- Чайки умирают в гавани
- Крот
- Пункт первый
- Семь лет в Тибете
- Пункт первый
- Tarde de toros
- El último perro
- Shevgyachya Shenga
- Maboroshi no uma
- Meeuwen sterven in de haven
- Toubib el affia
- Seido no Kirisuto
- Sob o Céu da Bahia

## Награды
- Золотая пальмовая ветвь: В мире безмолвия, режиссёр Жак Ив Кусто и Луи Маль
- Приз жюри: Тайна Пикассо режиссёр Анри-Жорж Клузо
- Приз за лучшую женскую роль: Сьюзен Хэйворд - Я буду плакать завтра
- Приз за лучшую мужскую роль: Не вручалась
- Приз за лучшую режиссуру: Сергей Юткевич - Отелло
- Золотая пальмовая ветвь за лучший короткометражный фильм: Красный шар
- Лучший фильм с вымышленным сюжетом: Лурджа Магданы
- Лучшая лирическая комедия: Улыбки летней ночи
- Лучший фильм о людях: Песнь дороги
- Приз Международной Католической организации в области кино (OCIC): Крыша
- Особый приз Международной Католической организации в области кино (OCIC):
  - Песнь дороги
  - Машинист
  - Человек в сером фланелевом костюме